# Pocshonbói csata
A pocshonbói csata (hangul: 보천보 전투, handzsa: 普天堡 戰鬪, RR: Poch'ŏnbo chŏnt'u) 1937. június 4-én zajlott a Gyarmati Koreában. A Mandzsúriában tevékenykedő Északkeleti Japán-ellenes Egyesült Hadsereg a későbbi észak-koreai államalapító, Kim Ir Szen (Kim Il-sung) vezetésével támadást indított a Kapszan (Kapsan) megyében található pocshonbói (pochŏnbó-i) rendőrségi támaszpont ellen.

## Összefoglalás

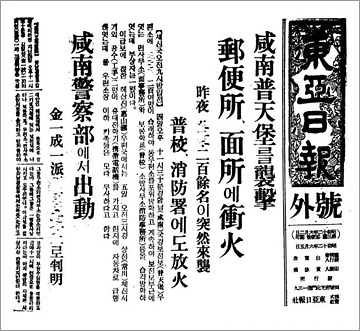
A csatáról szóló korabeli cikk a Tonga Ilbóban

## Fordítás
- Ez a szócikk részben vagy egészben  a(z)   보천보 전투 című koreai Wikipédia-szócikk fordításán alapul.  Az eredeti cikk szerkesztőit annak laptörténete sorolja fel. Ez a jelzés csupán a megfogalmazás eredetét és a szerzői jogokat jelzi, nem szolgál a cikkben szereplő információk forrásmegjelöléseként.